# Ion Corvin, Constanța
Ion Corvin este satul de reședință al comunei cu același nume din județul Constanța, Dobrogea, România. În trecut localitatea s-a numit Kuzgun/ Cuzgun. Satul este traversat de DN3 București - Călărași - Constanța. La recensământul din 2002 avea o populație de 564 locuitori.
În perioada Regatului României i-a fost atribuit numele voievodului Ioan de Hunedoara (Ion Corvin).